# Jean de Perceval
Jean Henri Emmanuel Joseph de Perceval (Mechelen, 2 augustus 1786 - 16 maart 1842) was een Belgisch grootgrondbezitter en liberaal politicus.

## Levensloop
Jean-Henri de Perceval was de zoon van Emmanuel de Perceval, algemeen ontvanger voor de stad en de provincie Mechelen, en van Anne Vermylen. Hij trouwde met Antoinette van den Nieuwenhuysen en ze waren de ouders van Armand de Perceval.
Hij was burgemeester van Putte van 1811 tot 1818. Hij verhuisde naar Mechelen en werd er in 1829 voorzitter van de 'Commissie van burgerlijke godshuizen', wat hij bleef tot in 1836. In oktober 1830 werd hij verkozen tot gemeenteraadslid in Mechelen en bleef dit eveneens tot hij in 1836 niet meer herkozen werd. In dat jaar overleed de burgemeester van Mechelen, zijn oom Jean Joseph Vermylen-Neeffs, en bij de daaropvolgende aanvullende verkiezingen werd de Perceval opnieuw verkozen. Op 7 september 1836 volgde het Koninklijk Besluit waarbij hij tot burgemeester werd benoemd, een mandaat dat hij behield tot zijn overlijden.
De Perceval was eveneens provincieraadslid in de periode 1836-1837. Hij werd daarna verkozen tot liberaal en unionistisch volksvertegenwoordiger voor het arrondissement Mechelen en vervulde dit mandaat tot juni 1841. Hij werd toen niet herkozen, omdat de liberale stemgerechtigden zijn steun aan het Unionisme niet op prijs stelden.
De Perceval liet Kasteel Lindenhof bouwen in Lint.

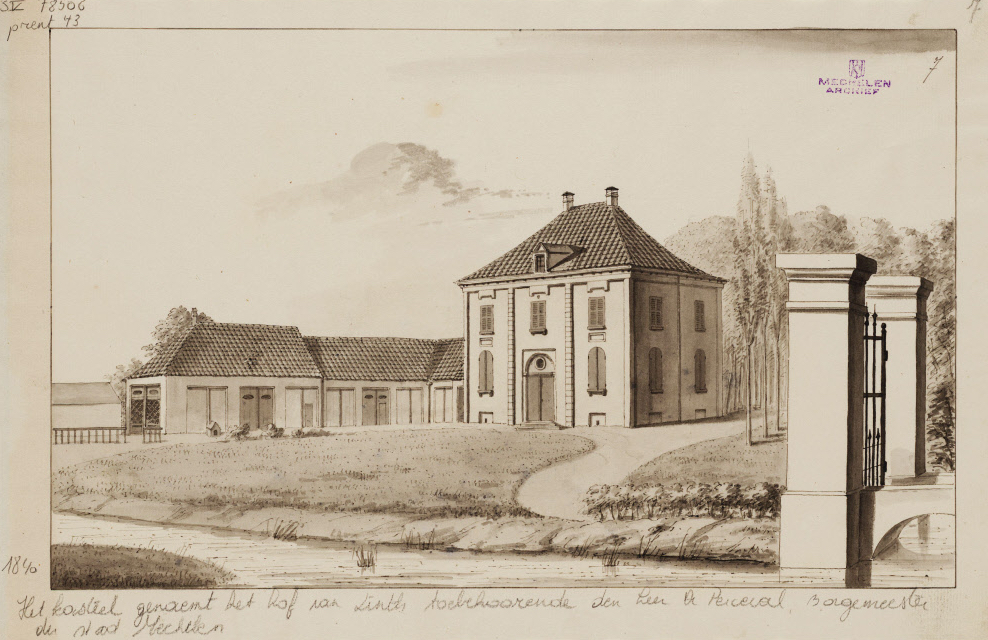
Kasteel Lindenhof

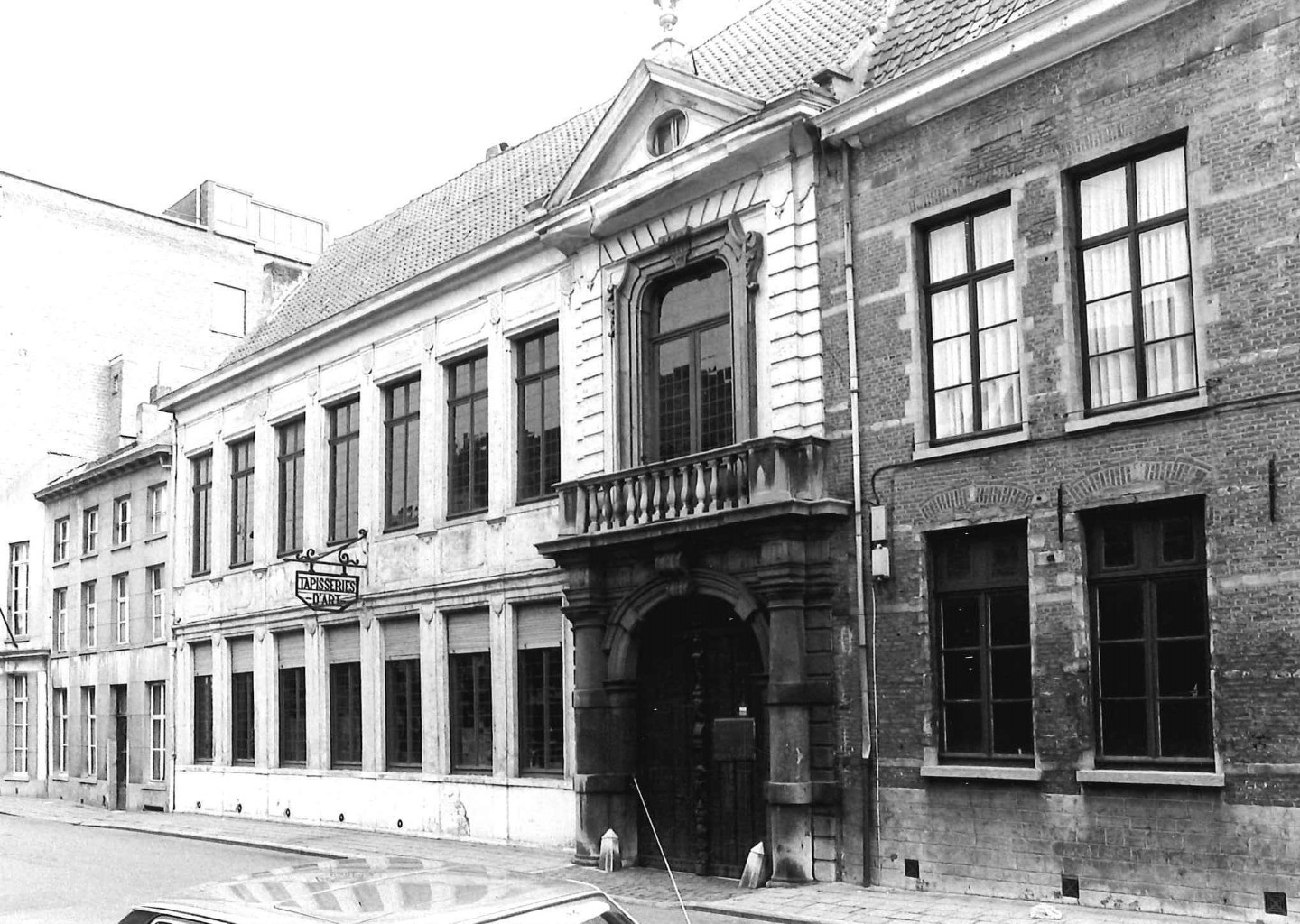
Residentie van burgemeester Jean Henri de Perceval, te Goswin de Stassartstraat 24